# Shaktiman
Pour plus de détails, voir Fiche technique et Distribution.
Shaktiman est un film indien réalisé par K. C. Bokadia et sorti en 9 juillet 1993.
Le film met en vedette Ajay Devgan, Karishma Kapoor, Mukesh Khanna et Kulbhushan Kharbanda.

## Fiche technique
- Titre original : Shaktiman
- Réalisation : K. C. Bokadia
- Scénario : K. C. Bokadia
- Musique : Channi Singh
- Production : Suresh Bokadia
- Pays d'origine :  Inde
- Langue originale : hindi
- Genre : drame, romance
- Dates de sortie : 
  -  Inde : 9 juillet 1993

## Distribution
- Ajay Devgan : Amar
- Karisma Kapoor : Priya
- Mukesh Khanna : Diler
- Kulbhushan Kharbanda : Rai Bahadur Laxmi Narayan
- Parikshat Sahni : commissaire de police
- Ajit : Shamsher 'Tiger' Singh
- Gulshan Grover : Vicky
- Mahavir Shah : Chhotey
- Tiku Talsania : Dhimagchand
- Anjana Mumtaz : Parvati
- Beena Banerjee : Lakshmi

## Bande originale
| # | Titre                          | Chanteur                  |
| - | ------------------------------ | ------------------------- |
| 1 | Kaise Teri Main Yaade Bhulaoon | Aparna Mayekar            |
| 2 | Meri Haath Ki Choodi Bole      | Asha Bhosle               |
| 3 | Mausam Haye Ye Kaisa Mausam    | Amit Kumar                |
| 4 | Haule Haule Dil Doongi         | Asha Bhosle               |
| 5 | Jeena Na Lage Bin Tere Yaara   | Udit Narayan              |
| 6 | Sun Goriye                     | Asha Bhosle, Channi Singh |